# Indomarengo
Indomarengo is een geslacht van spinnen uit de familie springspinnen (Salticidae).

## Soorten
De volgende soorten zijn bij het geslacht ingedeeld:
- Indomarengo chandra Benjamin, 2004
- Indomarengo sarawakensis Benjamin, 2004
- Indomarengo thomsoni (Wanless, 1978)